# Martine Matagne
Martine Matagne, née en 1953 à Liège en Belgique et morte d'un cancer le 17 janvier 2012 à Le Vigan (Lot) en France, à l'âge de 58 ans, est une animatrice de radio et de télévision belge.

## Carrière
Martine Matagne a travaillé à la radio pour la RTBF sur les chaînes Radio Cité, Radio Une, Radio 21 et Classic 21. Elle était principalement connue comme étant la voix off du magazine télévisuel Strip-Tease.
Elle a présenté sa dernière émission, « From me to you » le 26 février 2011 sur Classic 21.

## Filmographie
- 1990 : Un été après l'autre d'Anne-Marie Étienne : Voix de la speakerine